# Saint-Mathurin

Saint-Mathurin este o comună în departamentul Vendée, Franța. În 2009 avea o populație de 1,849 de locuitori.